# Ruda (Krypno)
Ruda ist ein Dorf in Polen in der Woiwodschaft Podlachien. Es gehört zur Landgemeinde (Gmina) Krypno im Powiat Moniecki. 25 km südöstlich liegt Białystok, die Hauptstadt der Woiwodschaft Podlachien. Die Grenze zu Belarus verläuft östlich in 55 km Entfernung.

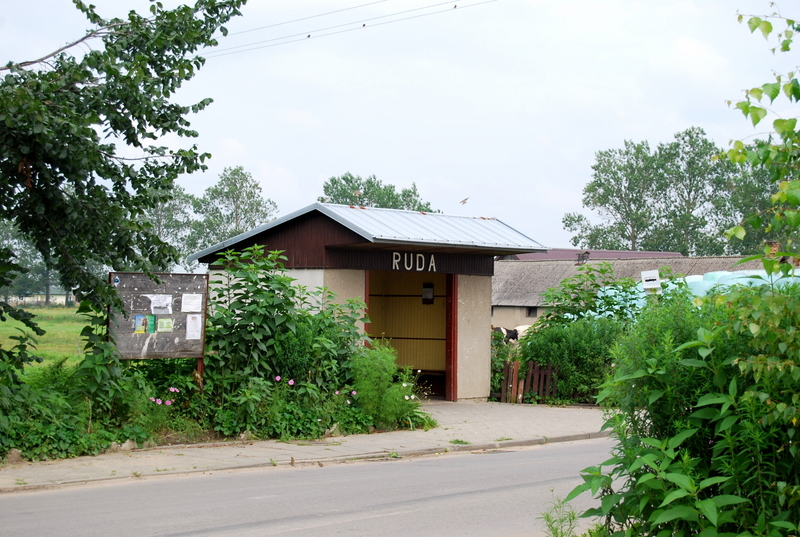
Haltestelle